# Family Man (chanson)
Pour les articles homonymes, voir The Family Man.
Singles de Mike Oldfield
Five Miles Out
(1982) Mistake
(1982)
Family Man est une chanson interprétée par le musicien britannique Mike Oldfield accompagné par la chanteuse écossaise Maggie Reilly. Elle est écrite et composée par Mike Oldfield, Tim Cross, Rick Fenn, Mike Frye, Morris Pert et Maggie Reilly. Sortie en single le 28 mai 1982 elle est extraite de l'album Five Miles Out.
Elle a été reprise avec succès par le duo américain Hall and Oates en 1983.

## Paroles de la chanson
Le musicien Tim Cross a déclaré dans une interview être le principal auteur des paroles, s'inspirant de l'attitude de Rick Fenn qui, lorsqu'il été sollicité par des groupies, déclinait leurs avances en disant qu'il était père de famille (« family man », en anglais).
La chanson décrit la rencontre entre une prostituée et un homme marié. Ce dernier bien que tenté, répète à la femme qui insiste de le laisser tranquille car il est père de famille. Le dialogue entre les deux protagonistes se poursuit indéfiniment, sans que l'on sache si l'homme finit par céder.
Une modification est apportée dans la version de Hall and Oates: alors que le père de famille est sur le point de succomber, il se rend compte que la prostituée est partie.

## Classements hebdomadaires
| Classement (1982)              | Meilleure position |
| ------------------------------ | ------------------ |
| Canada (RPM Top Singles)       | 29                 |
| Royaume-Uni (UK Singles Chart) | 45                 |

## Version de Hall and Oates
Family Man interprété par le duo américain  Hall and Oates est sorti en single le 30 avril 1983 comme troisième extrait de l'album H2O.
Le single s'est notamment classé 6e dans le Billboard Hot 100.

### Classements hebdomadaires
| Classement (1983)              | Meilleure position |
| ------------------------------ | ------------------ |
| Australie (Kent Music Report)  | 49                 |
| États-Unis (Billboard Hot 100) | 6                  |
| Irlande (IRMA)                 | 15                 |
| Royaume-Uni (UK Singles Chart) | 15                 |

## Autres versions
Maggie Reilly a enregistré une nouvelle version de Family Man sur son album Looking Back, Moving Forward sorti en 2009.
La chanson a été adaptée en chinois et interprétée par Sandy Lam en 1987.